# 雲雀鳥屋
雲雀鳥屋（ひばりがとや）は栃木県宇都宮市にある山。標高は362m。山麓に複数の神社があり、登山口には権現神社の石製鳥居と祠がある。

## 概要
雲雀鳥屋は、栃木県宇都宮市の北西郊外に在る標高362mの低山である。古賀志山の東側、多気山の北側に位置する。宇都宮市街中北部の高台（宇都宮タワーや戸祭山など）からは、宝木や駒生の住宅街の向こう、古賀志山の手前、多気山の右側にその山容を臨める。
付近は宇都宮県立自然公園の区域で自然豊かである。登山口は南裾の『下野萩の道』に面する権現神社の裏手にある。また北麓には鶴カントリー倶楽部のゴルフ場『宇都宮コース』が立地する。
岩場は少なく、緩やかな斜面には南西山麓を除き広葉樹林が広がる。

## 山容
古賀志山が鋸の歯のような独特な山頂部と長い尾根を有し、多気山がお椀を伏せたようなユニークな山容であるのに対し、雲雀鳥屋は緩やかで丸みを帯びた柔和な稜線と明瞭でなだらかな円錐状の山頂部を有する美しい山である。実際、山肌には岩場など無く、登山道も大きな起伏は無く緩やかな山道が続く。山稜には複数の低いピークがある。山頂の南側の山腹には標高275mから300mの三つの低いピークが、また山頂北側には山頂に隣接して340mから365mの二つのピークがあり、北麓は緩やかで広い山すそが続き、顕著なピークは無い。

## 山名
雲雀鳥屋の山名の由来を示す資料は無い。一般的に、『雲雀』は鳥類の『ヒバリ』、『鳥屋』は『鳥の棲み家』の意で、雲雀が棲み家としていた山、と解されるが定かではない。

## 登山
登山道やハイキングコース等は一切整備されておらず付近に登山者・ハイカー向けの専用駐車場なども無い。南麓の『下野萩の道』沿いの権現神社の裏手から南麓の二つの小ピークを経てほぼ真っ直ぐに山頂に向かう踏み跡があるが、明瞭では無い。この踏み跡は明瞭ではないものの緩やかな尾根筋の山道なので、尾根筋を辿れば迷うことはあまり無いだろうと云われている。
尾根沿いの踏み跡は、いわば里山の様な雑木林の中に続いている。時折作業道と交差するが作業道には入らず、ひたすら踏み跡を辿ると40分程度で山頂に達する。
宇都宮の北西部山系である鞍掛山、半蔵山、男抱山などの峰を林間に垣間見られる。

## 周辺
雲雀鳥屋は宇都宮県立自然公園に近接し、周辺には古賀志山、宇都宮市森林公園、多気山、多気不動尊（多気山不動寺持宝院）、栗谷沢ダムなどがある。雲雀鳥屋の北麓部は鶴カントリー倶楽部の宇都宮コースとなっている。宿泊施設もあり、森林公園の赤川ダム近傍には宇都宮市サイクリングターミナルが、また鶴カントリー倶楽部のクラブハウスにはホテル鶴が立地している。
また、山麓の南裾には『下野萩の道』が、西裾には『森林公園通り』が整備されており、登山口は南麓の下野萩の道沿いにある。
山麓周囲には神社が多い。付近の神社は以下のとおり。
- 権現神社
  - 雲雀鳥屋の南麓部にある。
- 板倉雷電神社
  - 雲雀鳥屋の南東麓にある。
- 高尾神社
  - 雲雀鳥屋の東麓にある。金比羅神社の南側。
- 金比羅神社
  - 雲雀鳥屋の東麓にある。高尾神社の北側。

## 参考資料
- 日本国土地理院 地図閲覧サービス 2万5千分1地形図名：大谷(宇都宮)
- 宇都宮県立自然公園 指定書及び公園計画書
- 宇都宮県立自然公園 / 栃木県
- 昭文社 MAPPLE地図 栃木県宇都宮市田下町周辺の地図
- ゼンリン地図 栃木県宇都宮市田下町周辺の地図